# Bronisława Wajs
Bronisława Wajs, meglio nota come Papusza (Lublino, 17 agosto 1908 – Inowrocław, 8 febbraio 1987) è stata una poeta e cantante polacca di etnia rom.
Conosciuta con il suo nome gitano Papusza, Bronisława nacque da una famiglia di arpisti e fu la prima e forse più famosa poetessa rom dopo la Seconda Guerra Mondiale. Espresse con passione la portata delle sofferenze del suo popolo durante la guerra ma anche l'amore per la vita e per la natura.

## Vita
Bronisława Wajs, più nota con il nome rom Papusza, è stata una dei più famosi poeti rom. È cresciuta con la sua famiglia in Polonia come parte di una kumpania o di una banda di famiglie. Papusza ha imparato a leggere scambiando polli in cambio di lezioni con gli abitanti dei villaggi locali. Ciò era mal visto, e ogni volta che Papusza veniva trovata a leggere veniva picchiata e il libro distrutto. Si sposò in una cerimonia tradizionale a 15 anni con un arpista molto più anziano e riverito, di nome Dionizy Wajs. Papusza era molto scontenta del matrimonio e prese a cantare come sfogo per le sue frustrazioni, con suo marito che spesso la accompagnava con l'arpa. Poco dopo aver imparato a cantare, ha iniziato a comporre le sue ballate e le sue canzoni basate sul racconto e sulla tradizione cantautorale dei rom polacchi.
Nel 1949 fu notata dal poeta polacco Jerzy Ficowski che riconobbe immediatamente il suo talento. Molte delle sue poesie parlavano di "Nostos" (greco per "un ritorno a casa"), un tema comune nella poesia dei romani. Sebbene i rom lo usassero per descrivere il desiderio di tornare sulla strada aperta, Ficowski lo interpretò come il desiderio di Papusza per una vita sedentaria. Papusza pubblicò diverse sue poesie in una rivista chiamata Problemy insieme a un'intervista con il poeta polacco Julian Tuwim. Sebbene da un lato il poema abbia reso Papusza nota per la prima volta tra il pubblico polacco, dall'altro l'intervista e, soprattutto, il minidizionario romanì-polacco ad esso collegato, hanno causato una svolta negativa nella vita della poetessa, accusata di rivelare i segreti della sua cultura nativa ai gadjos (non-rom). Le sue attività furono associate da alcuni rom ai movimenti simultanei del governo comunista polacco che trovò il suo culmine nel settembre 1952, noto in vari modi come "Azione C", o "Il grande arresto", che mirava a creare il primo censimento dei polacchi Sinti e Rom, la loro registrazione e assegnazione obbligatoria delle carte d'identità. Le accuse a Papusza e Ficowski come sostenitori, anche involontari, dell'insediamento forzato di Rom, non sono neppure rare, sebbene la legge che impone il divieto di vagabondaggio fu introdotta solo nel 1964. Una legislazione simile apparve anche in paesi vicini come la Cecoslovacchia (1958), la Bulgaria (1958) e la Romania (1962). La stessa Papusza si stabilì nella città polacca occidentale di Gorzów Wielkopolski, trascorrendo gran parte del resto della sua vita in una casa in via Kosynierów Gdyńskich che oggi porta una targa a lei dedicata.

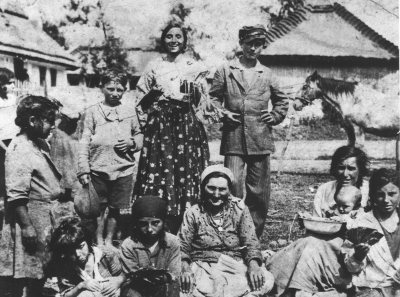
Bronisława Wajs (1930)

La comunità rom iniziò presto a considerare Papusza come una traditrice, minacciandola e chiamandola per nome, sia per aver rivelato i dettagli della lingua, cultura, costumi e leggi consuetudinarie dei Rom, sia per i suoi contatti con i gadjos, o per il suo presunto ruolo nelle norme anti-nomadi del governo. Papusza sostiene che Ficowski avesse sfruttato il suo lavoro e che l'avesse decontestualizzato. I suoi appelli caddero inascoltati e il Baro Shero (un anziano della comunità Rom) la dichiarò "impura". Fu bandita dal mondo dei Rom e i suoi contatti con Ficowski si estinsero. Successivamente, Papusza trascorse 8 mesi in un ospedale psichiatrico e poi i successivi 34 anni della sua vita da sola e isolata prima della sua morte nel 1987. Ficowski rimase il suo principale ammiratore ed elogiatore, diffondendo la sua eredità e il suo posto unico nella cultura polacca e romanì per tutta la sua vita.

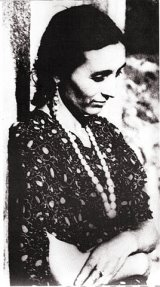

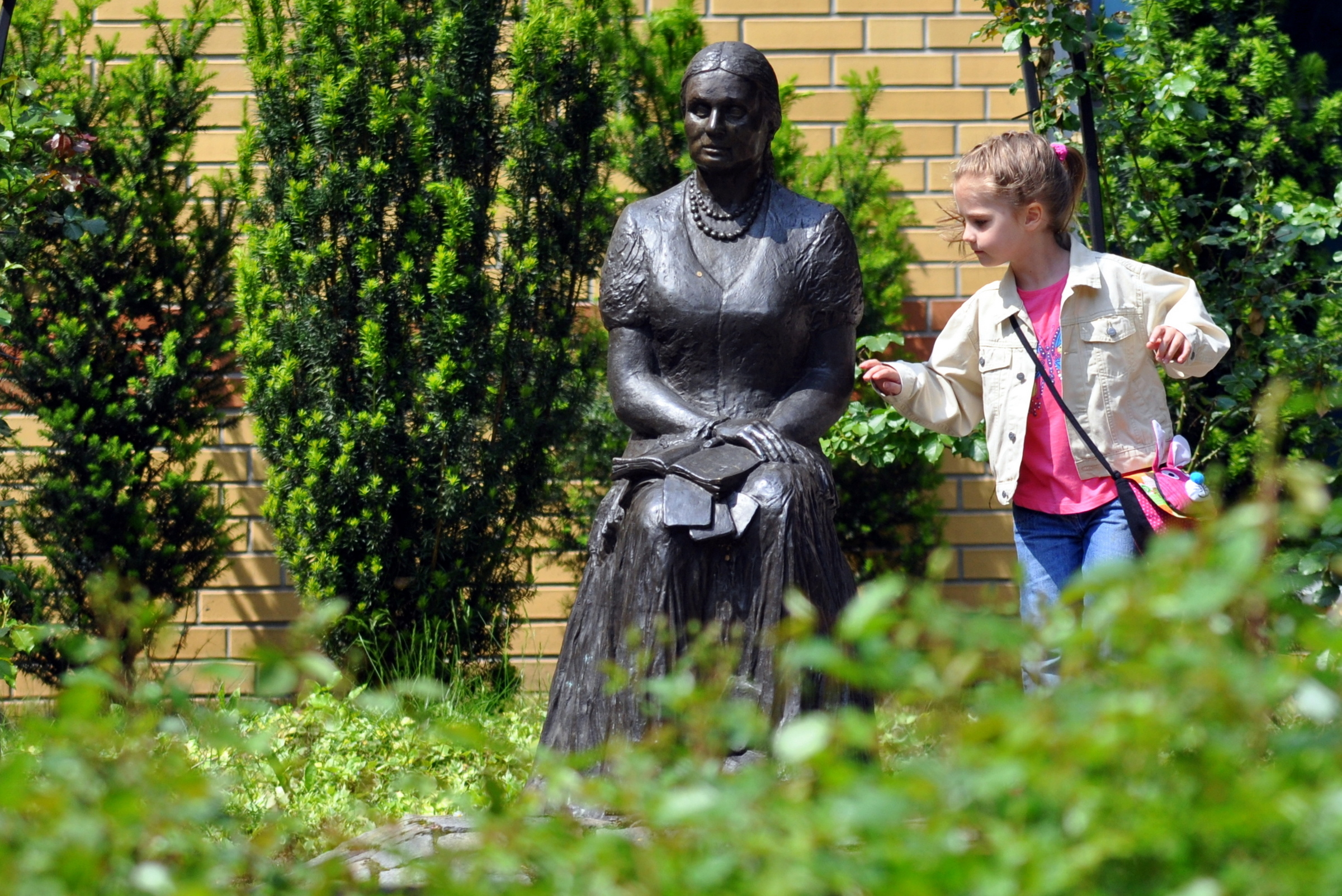
Statua commemorativa di Bronisława a Gorzów Wielkopolski

## Lavori
Gran parte del lavoro di Papusza utilizza forme tradizionali dei rom polacchi, insieme ad alcuni aspetti insoliti come la scrittura in forma singolare. Gran parte del suo lavoro ha affrontato la nostalgia, la brama e (soprattutto) il sentirsi persi.
"... l'acqua non guarda indietro
Fugge, corre più lontano
Dove gli occhi non la vedranno
l'acqua vaga... ".
Ha pubblicato spesso poesie dalla fine degli anni '40 alla metà degli anni '50, quando fu rimossa dalla comunità dei Rom, prima su riviste letterarie polacche e poi in libri propri. Ha pubblicato di nuovo per un breve periodo alla fine degli anni '60.

## Memoria
- Il teatro romanì "Romance" in Ucraina ha fatto uno spettacolo su Papusza.
- C'è un monumento a Papusza a Gorzów Wielkopolski.
- Zoli, il quarto romanzo dello scrittore irlandese naturalizzato statunitense Colum McCann, segue la vita di Marienka Novotna, soprannominata "Zoli", una donna romanica slovacca immaginaria. La sua vita è vagamente basata su quella di Bronisława Wajs: Zoli esplora la persecuzione dei rom affrontati durante la seconda guerra mondiale, nonché l'impatto del socialismo sulla cultura e gli stili di vita dei Rom.
- Un film polacco chiamato Papusza sulla sua vita è stato pubblicato nel 2013.
- Davide Reviati inserisce la storia di Papusza in appendice alla graphic novel "Sputa tre volte".